# Asesinato de Elmer Ríos
El asesinato de Elmer Ríos —también descrito como «Caso Elmercito»— se refiere a la desaparición del 9 de mayo y posterior hallazgo el 18 de mayo de 2019 del cadáver del menor Elmer Ríos Huayamba de 11 años en la ciudad de Iquitos, Perú.

## Caso
El caso recibió cobertura de medios de comunicación nacionales. Se crearon campañas civiles para la búsqueda del niño por todo Iquitos Metropolitano. La Policía Nacional del Perú acusó al tío del menor Lesther Huayamba Chota (23) de secuestrarlo. Al final fue capturado el 2 de junio en el distrito de Pucacaca de la provincia de Picota en el departamento de San Martín a las 11: p. m. (hora peruana).

### Perpetradores

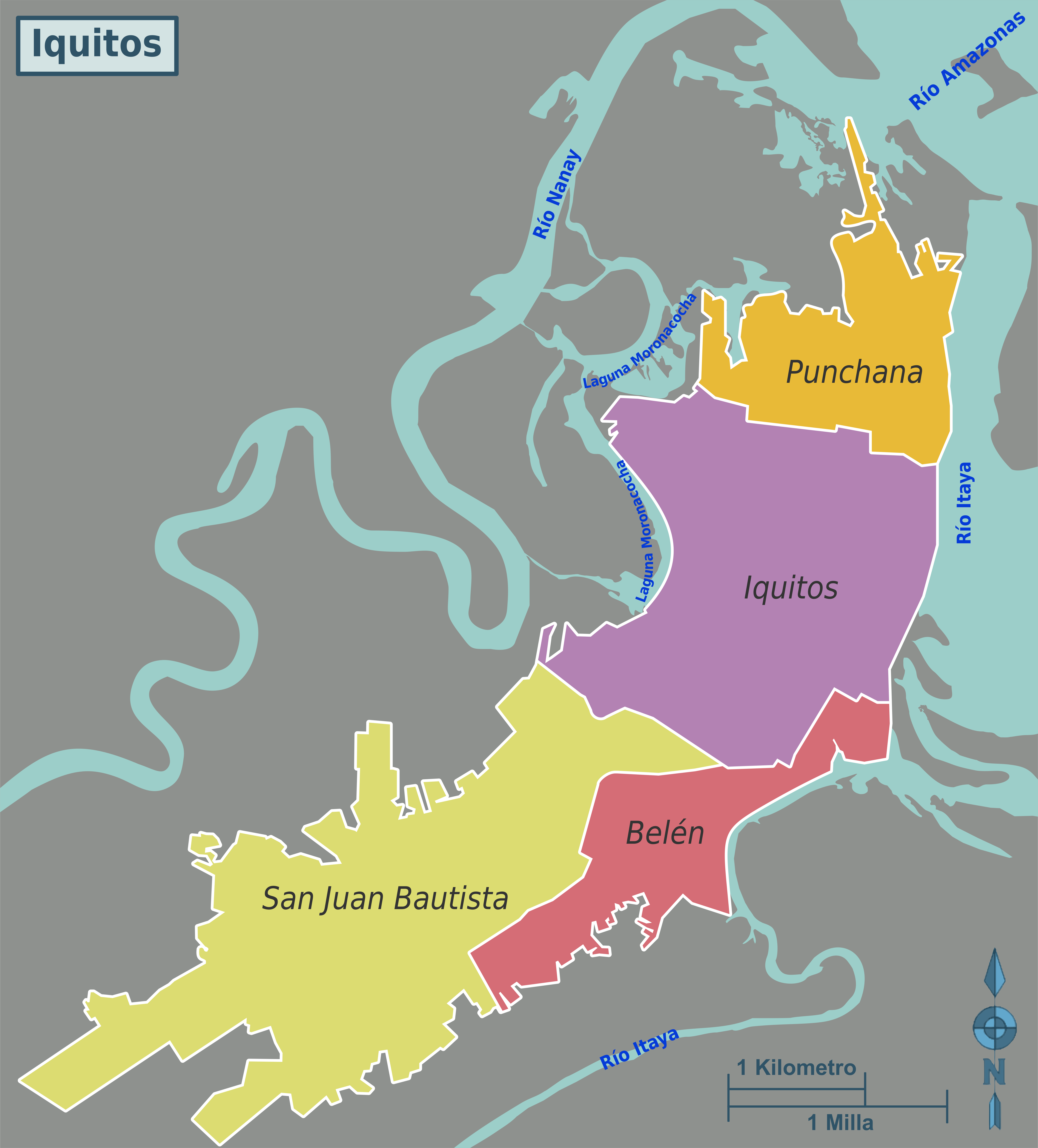
Distritos de Iquitos Metropolitano, se puede ver al distrito de Belén en rosa, sitio donde fue abandonado el cuerpo de Elmer Ríos.

Según el Ministerio Público los autores del crimen son de forma directa un tío del menor llamado Lesther Huayamba, Velson Martín Chota Gastón (21), un menor de iniciales H.M.A.M (17) con el alias Casculo, y la madre de Elmer, Arlene Paima Huayamba (39). El motivo del asesinato fue el intento de simulación de secuestro que la madre planeó y que los otros dos sujetos mencionados ejecutaron para pedir un rescate al padre de Elmer, Elmer Ríos Sinuiri (40).

### Captura
Lesther ya bajo el poder del cuerpo policial, comunicó a las autoridades que fue el menor de 17 años quien asesinó al niño por medio de la asfixia con una almohada del hospedaje "Las Brisas" en el puerto de Masusa en donde se realizó el crimen, el cuerpo fue rociado con ácido muriático, puesto en una bolsa y botado en un cementerio del poblado Cabo Lopéz en el Distrito de Belén. Una vez enterada del suceso, Arlene entregó 500 soles a Lesther para que salga del departamento de Loreto (en donde se encuentra Iquitos) y se refugie en el departamento de San Martín, lugar donde fue capturado.
Según el diario Trome, la pericia psicológica del Ministerio Público sobre Arlene Paima Huayamba detalló que la madre «fría y sin emociones» además de:

Asimismo, el informe indicó que tiene un trastorno en la personalidad, que se guarda sus sentimientos y que puede llegar a hacer daño a otra persona de manera premeditada. Además, no le interesaría tener una familia.

El cuerpo del niño fue enterrado en el Cementerio de la comunidad El Porvenir por el río Momón.

## Juicio
El 10 de junio de 2019 el Poder Judicial de Maynas dictó 18 meses de prisión preventiva para todos los implicados en el asesinato del menor.
Se registraron desmanes a fuera de la sede del Poder Judicial por parte de civiles protestando por la muerte de Elmer Ríos.